# Candipuro (plaats)
Candipuro is een bestuurslaag in het regentschap Lumajang van de provincie Oost-Java, Indonesië. Candipuro telt 7361 inwoners (volkstelling 2010).